# Sint-Ignatiuskerk (Vilnius)
De Sint-Ignatiuskerk (Litouws: Šv. Ignoto bažnyčia) is een katholiek kerkgebouw in de oude binnenstad van Vilnius in Litouwen. Het kerkgebouw werd van 1622 tot 1647 opgericht door de jezuïeten en werd gewijd aan Ignatius van Loyola, de oprichter van de Sociëteit van Jezus.

## Geschiedenis

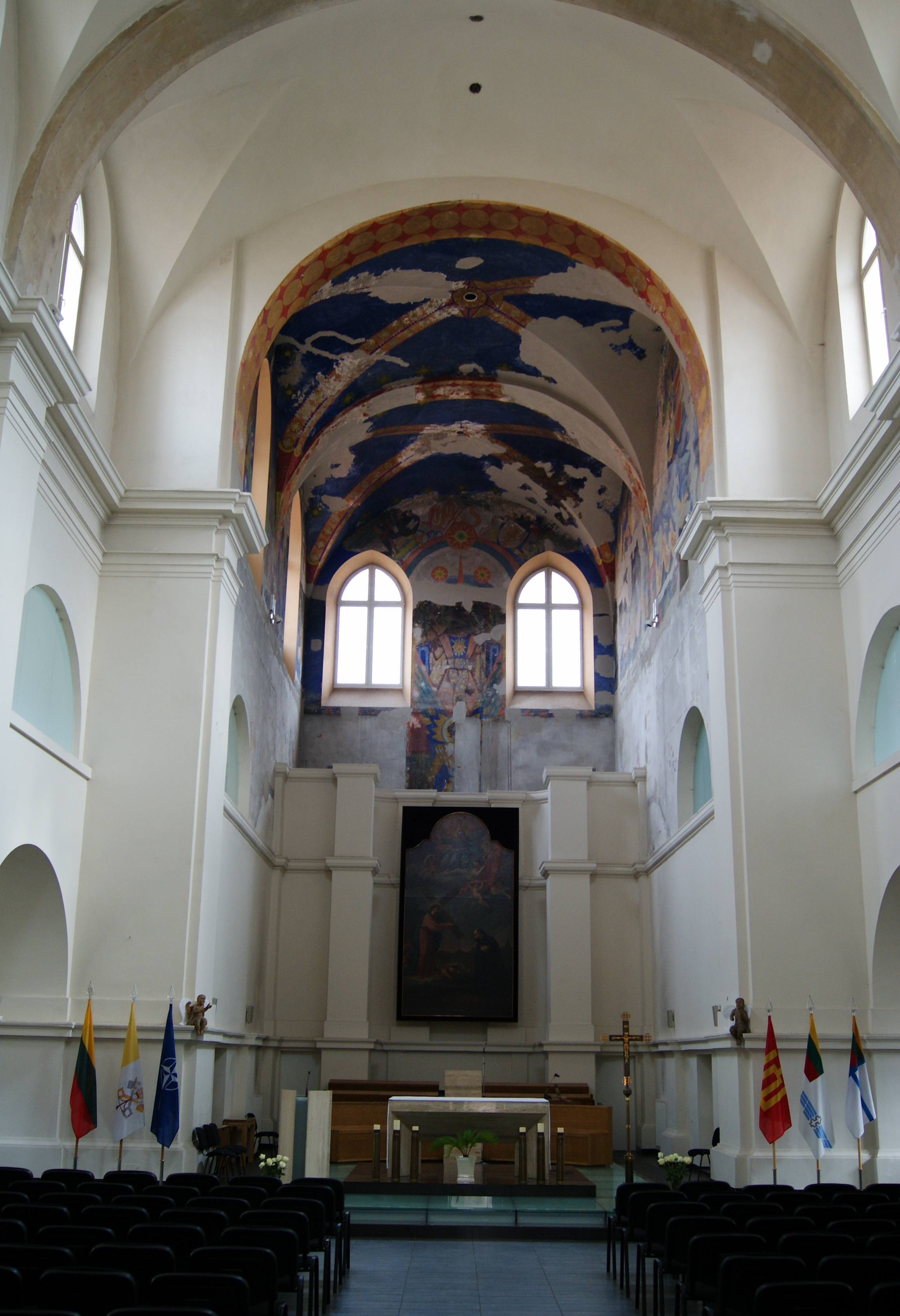
Het eenvoudige interieur van de Ignatiuskerk

De eerste jezuïeten arriveerden in het toenmalige Wilno tussen 1602 en 1604. Ze stichtten er een college en begonnen met het bouwen van een kerk in 1622. De kerk werd in 1647 gewijd door mgr. Lubartowicz Sanguszko en zoals veel andere kerken van de jezuïeten betrof het een basiliek met een koepel en twee torens grenzend aan het koor.
De kerk brandde in het midden van de 18e eeuw bij een grote stadsbrand af en werd in laat-barokkestijl herbouwd door de architect Tomas Žebrauskas.
In 1773 volgde de opheffing van de Sociëteit van Jezus. In Wilno werden ze vervangen door piaristen, die in het college een seminarium stichtten. De jezuïeten vertrokken naar Polotsk en namen een beroemd icoon van de Moeder Gods mee, dat de kerk veel aanzien gaf. Nadat de jezuïeten in 1820 ook uit Polotsk werden verbannen, vertrokken ze met het icoon naar Brzozów (Galicië). Het jezuïetencollege werd in 1798 door de Russische autoriteiten veranderd in een kazerne en de kerk werd een garnizoenskerk, totdat in 1869 in de kerk een officiersclub werd gevestigd.
Na het herstel van de Poolse onafhankelijkheid na de Eerste Wereldoorlog werd het voormalige jezuïetencomplex overgedragen aan het Poolse leger. De kerk werd in 1925 een garnizoenskerk en een renovatie volgde. Het interieur werd voorzien van nieuwe altaren en fresco's; het oude interieur was sinds lange tijd al verdwenen.
Toen Litouwen een Sovjet-republiek en Wilno Vilnius werd lieten de nieuwe Sovjet-autoriteiten de kerk al in 1945 sluiten. De inrichting en de muurschilderingen werden verwoest en het gebouw werd eerst als theater in gebruik genomen en later als repetitiezaal voor het filharmonisch orkest van de stad.
De oude college- en garnizoensgebouwen werden in 1985 gerestaureerd om er een technische bibliotheek in onder te brengen.
Het kerkgebouw werd teruggegeven aan het aartsbisdom Vilinus en gerestaureerd in de jaren 2002-2003, maar bezit niets meer van haar vroegere rijke interieur.
Sinds 2004 is het de kerk van het Militair ordinariaat van Litouwen.